# Bánh tét

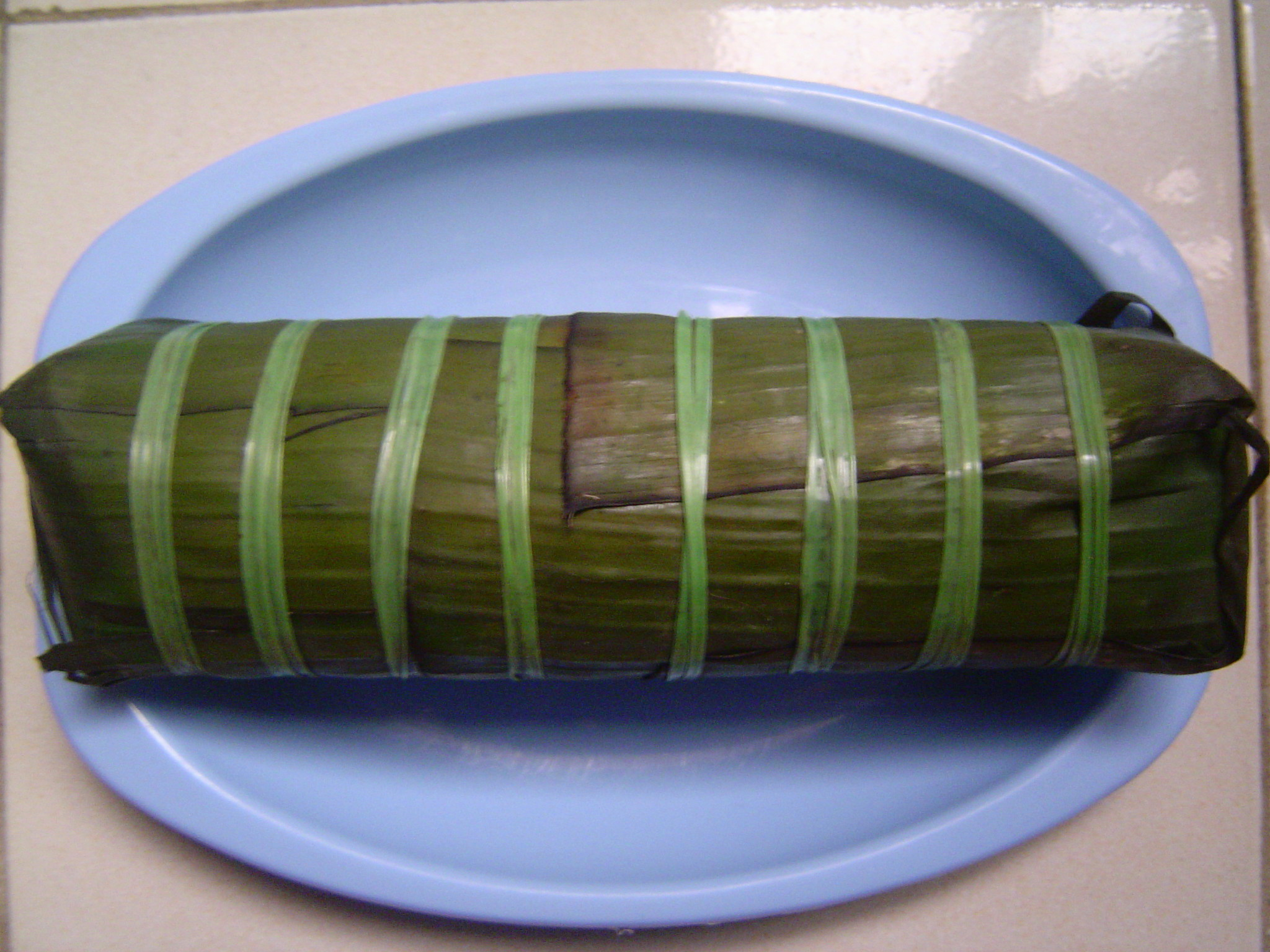
Một đòn bánh tét đã luộc chín gói bằng lá chuối, buộc dây nilon.

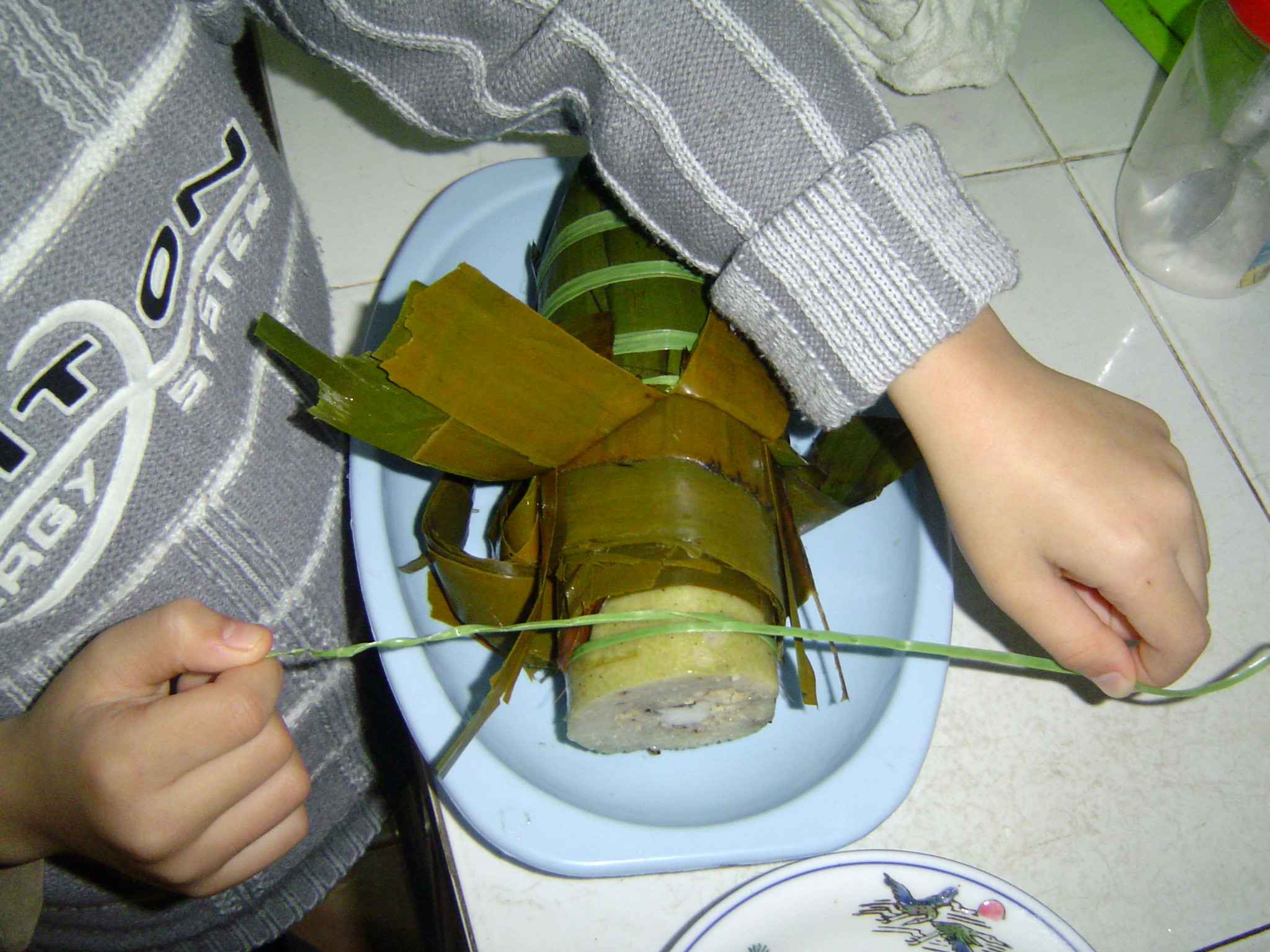
"Tét" bánh tét bằng chính sợi dây buộc bánh sẽ nhanh gọn hơn dùng dao nếu dính bánh tét có chất liệu là nếp khó rửa.

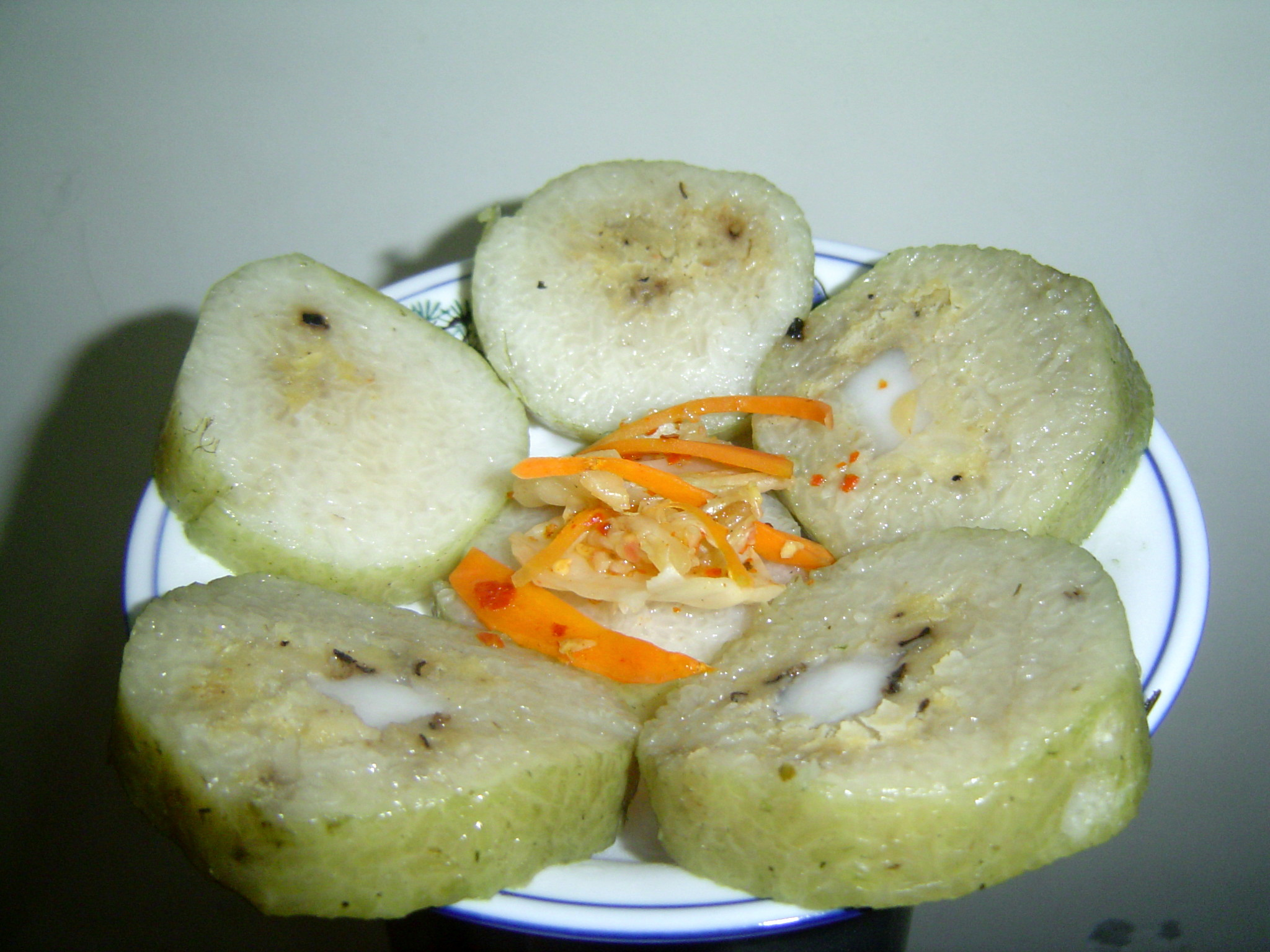
Một dĩa bánh tét đã được cắt thành từng khoanh.

Bánh tét, có nơi gọi là bánh đòn, là một loại bánh trong ẩm thực của cả người Việt và một số dân tộc ít người ở miền Nam và miền Trung Việt Nam, là nét tương đồng của bánh chưng ở miền Bắc về nguyên liệu, cách nấu, chỉ khác về hình dáng và sử dụng lá chuối để gói thay vì lá dong, vì vậy nó cũng được sử dụng nhiều nhất trong dịp Tết Nguyên đán cổ truyền của dân tộc Việt Nam với vai trò không khác bánh chưng. Nhưng cũng có nhiều bánh tét nhân chuối hay đậu đen được làm hay là bán quanh năm.
Ở các vùng trung du và miền núi phía Bắc như Bắc Ninh, Bắc Giang, Vĩnh Phúc, Hà Tây,... cũng có loại bánh tương tự có tên là bánh tày hoặc là bánh dài. Đây là loại bánh Tết thông dụng ở vùng cố đô Cổ Loa, Kinh Bắc, của các dân tộc ít người miền Bắc. Giáo sư Trần Quốc Vượng cho rằng bánh chưng cổ, nguyên thủy là hình tròn như bánh tét hay bánh tày còn bánh tét ra đời trong quá trình giao lưu văn hóa Việt-Chăm, người Việt tạo ra chiếc bánh Tét từ sự hình tượng hóa yếu tố Linga từ thần Siva người Chăm. Có truyền thuyết khác cho rằng mùa xuân năm 1789, Nguyễn Huệ tiến quân ra Bắc đánh quân Thanh. Lúc bấy giờ quân lính được nghỉ ngơi, ăn Tết. Trong số quân lính có một người lính được vợ gửi cho món bánh làm từ gạo nếp, nhân đậu xanh, hình dạng như bánh tét ngày nay. Anh lính mang bánh mời vua Quang Trung. Vua ăn thấy ngon bèn hỏi thăm về loại bánh này. Anh lính kể bánh do người vợ ở quê nhà làm gửi cho. Mỗi lần ăn bánh, anh càng thương, càng nhớ vợ nhiều hơn. Anh mắc chứng đau bụng nhưng khi ăn bánh này thì lại không thấy đau nữa. Nghe câu chuyện cảm động của anh lính, vua bèn ra lệnh cho mọi người gói loại bánh này để ăn Tết và đặt tên là bánh Tết. Lâu ngày tên bánh biến thành bánh Tét.
Bánh tét có hình trụ dài nên còn được gọi là đòn bánh, hai đòn thường có một quai bánh chung bằng gân lá chuối tạo thành một cặp. Người ta còn làm bánh không có nhân thịt để có thể để được lâu hơn hoặc ăn chay với nhân có thể là chuối chín. Bánh được đánh giá là gói khéo khi bánh được làm tròn đều, buộc chặt, nhân bánh nằm chính giữa, có nghệ nhân còn gói nhân khi cắt ra có hình tam giác.
Bánh tét ngày Tết thường để lâu được vài ngày, được nấu vào đêm giao thừa để những ngày Tết có thể dùng để ăn với dưa món và thịt kho. Đây thường là bánh tét nhân mặn với thịt, mỡ và đậu xanh, và dùng cho nhiều người ăn. Ngoài ra, còn có bánh tét nhân ngọt với nhân chuối hoặc đậu xanh, loại to dùng cho nhiều người ăn hoặc loại nhỏ dùng cho một người ăn.

## Tên gọi
Lê Tân trong bài Bánh tét Trà Vinh cho rằng bánh tét, tuy được làm và ăn quanh năm nhưng thường nhất vào dịp lễ hội, đặc biệt là tết cổ truyền. Vì vậy nên theo dân gian lưu truyền ngày xưa cứ tết đến người ta gói loại bánh này và gọi bằng tên "bánh tết", lâu dần đọc trại ra thành "bánh tét". Tuy nhiên, cũng trong tài liệu đã dẫn, tác giả còn cho biết tét là một hành động cắt bánh, tay phải cầm đầu dây khoanh tròn đòn bánh đã lột (vỏ), "tét" từng khoanh một đơm lên đĩa, và tên gọi "bánh tét" rất có thể còn xuất xứ từ cách thức cắt bánh.

## Nguyên liệu
Nguyên liệu để gói bánh tét ngày Tết tương tự như dùng làm bánh chưng, bao gồm: gạo nếp, đậu xanh tách vỏ, thịt heo và một số gia vị tương tự để làm bánh chưng.
Nhưng phổ biến và bán quanh năm là bánh tét ngọt (nhân chuối, thường là chuối xiêm) hay bánh tét chay (nhân đậu đen). Cá biệt có bánh tét thập cẩm với nhân gồm trứng muối, tôm khô, lạp xưởng, thịt giò, hột sen, nấm đông cô, đậu xanh.
Cũng như bánh chưng, ngày nay nhiều khi người ta dùng dây nilông thay vì dây lạt. Riêng với vật liệu dây nilông dùng cột các loại bánh thì người tiêu dùng cần cẩn thận khi chọn sử dụng các loại bánh này. Bởi trong trường hợp những loại dây này có chất liệu nằm trong danh mục những chất liệu được sử dụng trong thực phẩm và được kiểm định bởi những cơ quan có thẩm quyền thì vẫn an toàn cho người sử dụng. Tuy nhiên nếu sử dụng những sợi dây nilông tái chế có nhuộm các phẩm màu công nghiệp sẽ dễ nhiễm vào sản phẩm trong quá trình nấu hấp và gây ảnh hưởng đến sức khỏe người tiêu dùng.

## Quy trình thực hiện
Gạo nếp trước khi gói bánh thường được ngâm trước vài tiếng, đãi sạch. Sau đó đem gạo ướp muối có độ đậm nhạt vừa phải. Đậu xanh ngâm đãi sạch vỏ và thịt ba rọi xắt vuông dài làm nhân bánh (không ướp hành củ, tiêu bột như bánh chưng). Bánh làm xong được cho vào nồi cao (người ta hay dùng thùng phi cũ cắt nửa) vì phải để bánh dựng đứng, nấu bằng củi gộc đun sôi trong gần một buổi, bánh nhỏ nấu khoảng 3 giờ, bánh lớn nấu tới 5 tiếng mới chín. Khi mới bắt đầu đun nồi bánh phải đun to lửa cho sôi nước trong nồi một lúc sau đó rút bớt lửa để sôi liu riu suốt quá trình nấu bánh, độ nóng lan tỏa để bánh được chín đều. Bánh chín được vớt ra rổ cho ráo nước và nguội.

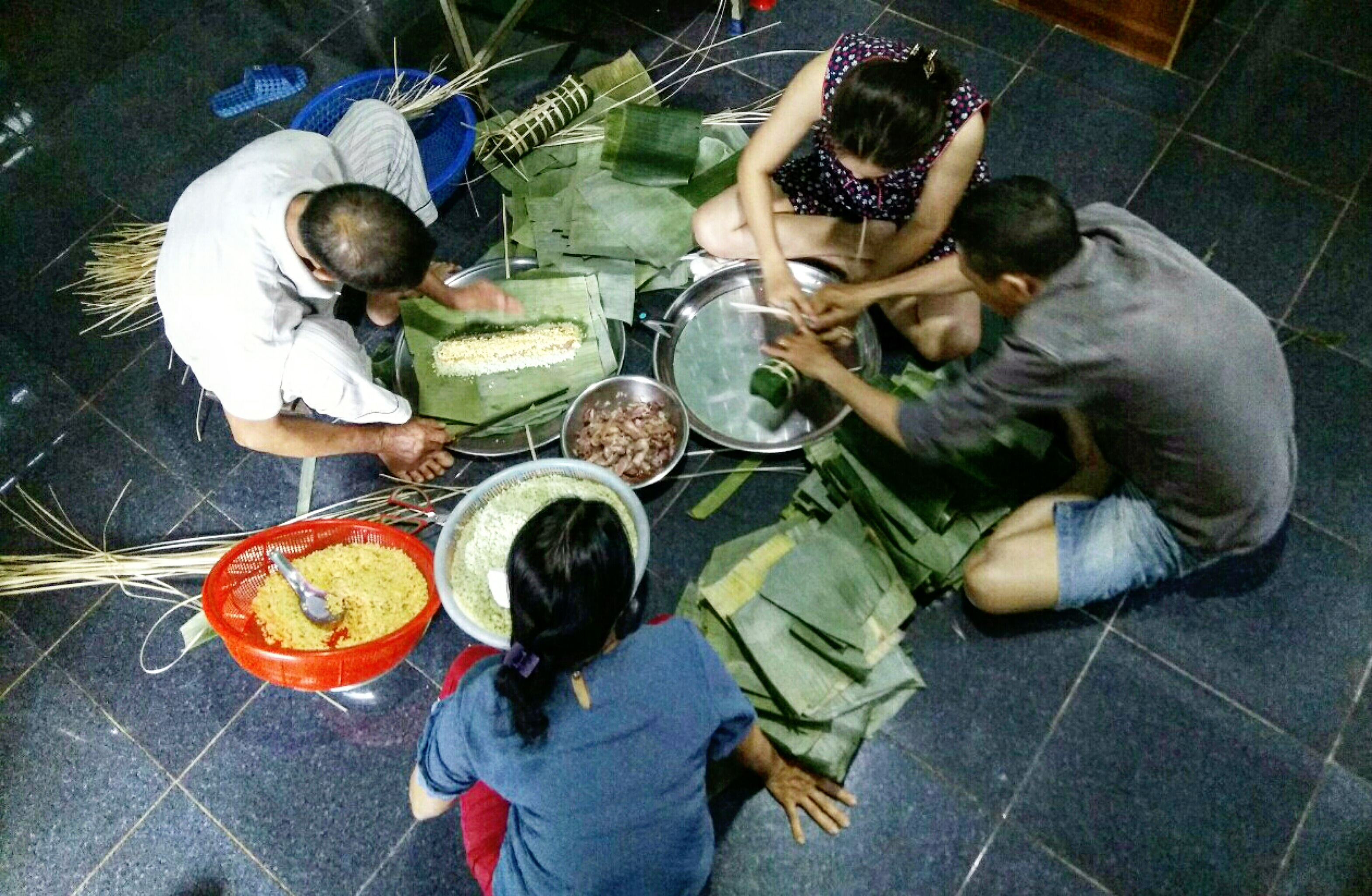
Một gia đình quây quần gói bánh tét.

Nấu bánh: Bánh Tét phải luôn được nấu ngập trong nước, thời gian nấu tùy vào kích cỡ bánh nhưng thông thường từ 6 – 8 giờ. Khi nấu phần vỏ bánh sẽ bị hồ hóa. Nhiệt độ nấu nằm trong khoảng 90 – 100 °C, đây là khoảng nhiệt độ hồ hóa tốt của tinh bột, các hạt nếp sẽ hút nước mạnh, trương nở mềm ra, tăng độ nhớt, dẻo. Nước cung cấp cho quá trình hồ hóa này là do nước có trong hạt nếp sau khi ngâm, nước từ thịt tiết ra và một ít nước thấm từ bên ngoài vào. Ở nhiệt độ cao phần nhân thịt trong bánh sẽ biến tính, protein thịt khi biến tính sẽ tách nước, phần nước này có các amino acid hòa tan trong đó khi ngấm vào bột đậu xanh và nếp sẽ làm tăng thêm hương vị cho bánh. Nấu bánh còn có tác dụng diệt các loại vi sinh vật dưới tác dụng của nhiệt độ cao giúp bánh có khả năng bảo quản trong thời gian dài.
Rửa: Bánh sau khi nấu sẽ được rửa sạch ngay trong nước lạnh, quá trình rửa này có hai tác dụng. Thứ nhất sẽ hạn chế vỏ bánh không bị mốc vì khi nấu bánh các thành phần như lipid, các tinh bột mạch ngắn trong bánh sẽ lẫn vào nước luộc bánh và bám lên vỏ bánh đây là môi trường dinh dưỡng rất tốt cho vi sinh vật phát triển đặc biệt là nấm mốc phát triển vì vậy cần rửa thật sạch vỏ bánh sau khi nấu. Thứ hai rửa bánh ngay lập tức trong nước lạnh sẽ khiến lớp tinh bột phía ngoài bánh kết tinh một phần (biến tính một phần) tạo một lớp vỏ mỏng vừa giúp giữ tốt hình dáng bánh vừa giúp đòn bánh Tét cứng chắc hơn. Sau khi rửa để ráo hay lau khô bánh là có thể sử dụng được.

## Thưởng thức

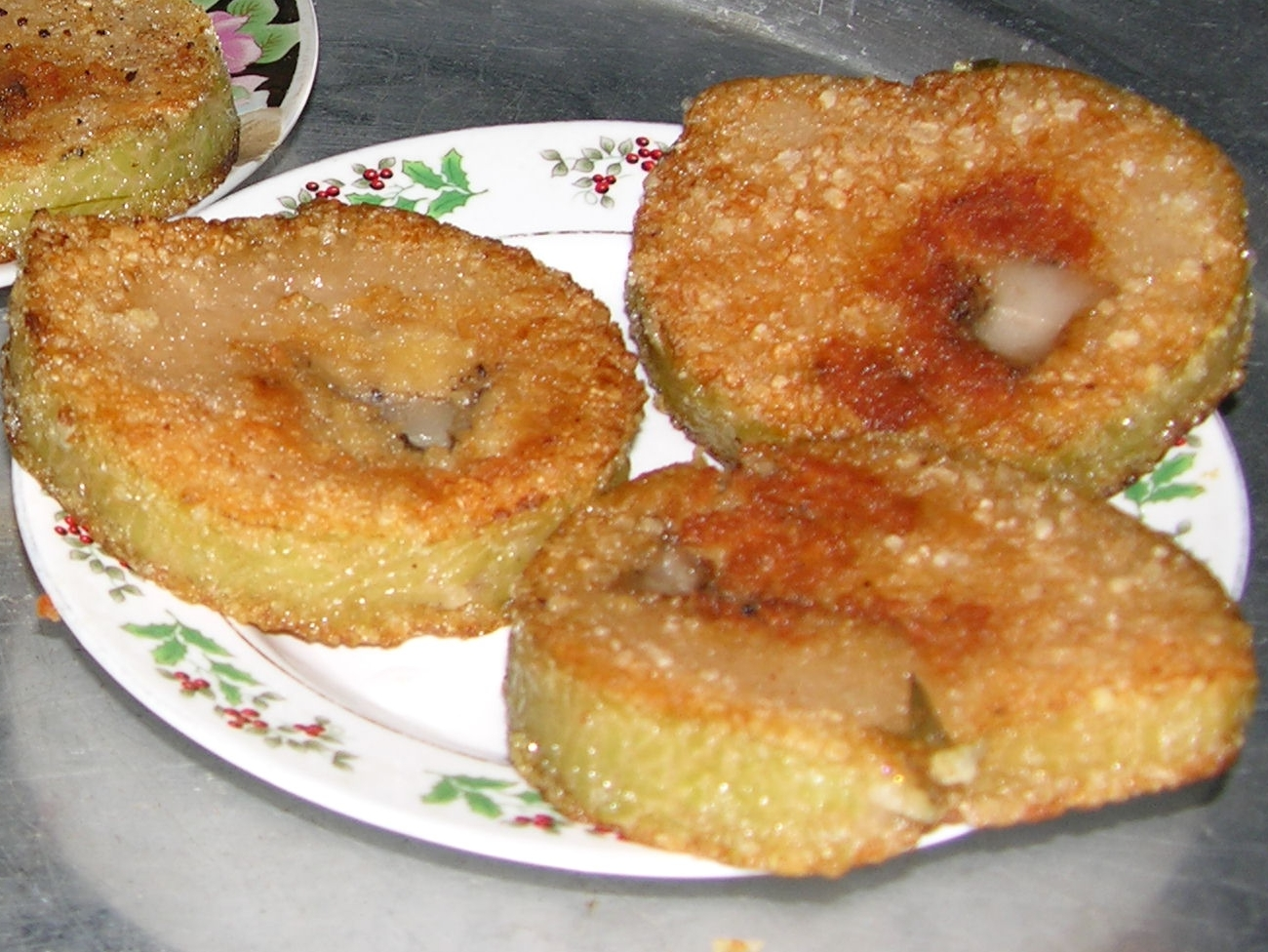
Bánh tét chiên ăn với dưa món.

Khi ăn bánh tét, người ta dùng dao sắc cắt ngang đòn bánh thành từng khoanh rồi lột vỏ và dây cột bánh để ăn, nhưng cũng thường thấy cách bóc vỏ từ từ và dùng dây lạt buộc bánh (hoặc dây chỉ) để cắt bánh thành từng lát mỏng, tước vỏ đến đâu cắt bánh đến đó. Tay trái cầm bánh, tay phải cầm một đầu lạt và đầu còn lại cắn vào miệng, khoanh tròn lạt quanh bánh đã tước vỏ và tét từng khoanh bánh đơm lên đĩa.
Nếu thích ăn ngọt, người thưởng thức có thể chấm bánh với đường kính trắng tinh hoặc thích ăn mặn thì chấm nước mắm loại ngon như nước mắm Phú Quốc hoặc nước mắm Nha Trang đặc biệt nữa là mắm rươi Trà Vinh, người miền Trung còn ăn bánh tét với dưa món, là món dưa gồm củ kiệu, đu đủ, cà rốt, su hào ngâm trong nước mắm đường. Để đỡ ngán, bánh cũng có thể được rán qua trong chảo mỡ cho lớp vỏ ngoài chín vàng giòn.

## Đặc sản địa phương
Bánh tét Cao Lãnh có rất lâu đời từ khi người dân đến đây khai hoang mở đất, hương vị của bánh tét Cao Lãnh rất đặc trưng của vùng Đồng Tháp Mười. Nhưng vì không nằm trên vùng giao thương lớn như Trà Vinh, Cần Thơ nên bánh tét Cao Lãnh ít được biết tới, những loại bánh tét ngon ở đây là bánh tét khoai mì, bánh tét nhân hạt sen, bánh tét lá cẩm, bánh tét gấc...

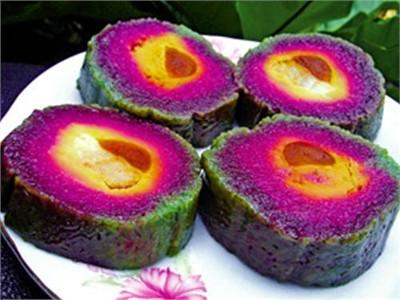
Bánh tét lá cẩm Cần Thơ.

Bánh tét Trà Cuôn có từ lâu đời, là một loại bánh đặc sản nổi tiếng của Trà Vinh với hương vị rất thơm ngon và rất dẻo. Các chủ làm bánh tại địa phương này, như bánh Tét dì Năm tại phường 4, bánh tét dì Chín tại phường 6, bánh tét dì Ba tại kinh xáng múc, đều chọn nguyên liệu có chất lượng cao như nếp (thường là nếp sáp), thịt ba rọi, đậu xanh ngon.
Vùng Bình Dương, Tây Ninh đất cát là xứ rẫy có nhiều đậu nên bánh tét ở đây làm bằng nếp trộn đậu phộng. Đồng Nai có bánh tét nhân hạt điều. Sóc Trăng - nơi nhiều đồng bào người Khmer sinh sống - có bánh tét cốm dẹp (nếp non giã tróc vỏ, ruột dẹp mỏng); Ba Tri (Bến Tre) có bánh tét bắp non. Bánh tét nhân thập cẩm không thể thiếu đậu xanh, thịt mỡ, tôm khô, hạt điều và béo ngậy của trứng muối.
Thành phố Cần Thơ nổi tiếng với bánh tét lá cẩm, khác với các loại bánh tét thông thường ở chỗ thay vì có màu xanh lá, thì bánh lại có màu tím đặc trưng. Đây là loại bánh truyền thống của nhà họ Huỳnh tại Cần Thơ. Bánh do bà Sáu Trọng (tên thật Huỳnh Thị Trọng) sáng tạo nên. Về sau bánh được lan truyền khắp vùng Cần Thơ, rồi khắp miền Tây.